# Jetour X50
Jetour X50 — SUV производства компании Jetour, который продаётся исключительно в России.

## Описание
Впервые Jetour X50 был представлен в июле 2024 года в Москве на выставке китайских автомобилей. Продажи модели начались в октябре 2024 года в комплектациях Comfort, Elite и Luxury.
При длине 4,40 метра X50 является самым маленьким автомобилем в модельном ряду Jetour. Технически он основан на автомобиле Soueast DX5. Передняя подвеска — Макферсон, задняя — многорычажная. Объём багажника с разложенными задними сиденьями составляет 398 л, а со сложенными — 1262 л.
Автомобиль приводится в движение 1,5-литровыми бензиновыми двигателями мощностью 83—108 кВт (113—147 л. с.), которые сочетаются в паре с пятиступенчатой механической или шестиступенчатой трансмиссией с двумя сцеплениями. Привод подаётся на передние колёса.

## Технические характеристики
|                            | 1.5 MPI                   | 1.5 Turbo                  |
| -------------------------- | ------------------------- | -------------------------- |
| Годы производства          | с 10.2024                 | с 10.2024                  |
| Двигатель                  | Бензиновый                | Бензиновый                 |
| Конфигурация               | R4                        | R4                         |
| Наддув                     | —                         | Турбонаддув                |
| Степень сжатия             | 11,0 : 1                  | 9,5 : 1                    |
| Объём                      | 1499 см³                  | 1498 см³                   |
| Мощность при об/мин        | 83 кВт (108 л. с.) / 6150 | 108 кВт (147 л. с.) / 5500 |
| Крутящий момент при об/мин | 138 Н⋅м / 4000            | 210 Н⋅м / 1750—4000        |
| Привод                     | Передний                  | Передний                   |
| Трансмиссия                | 5-скор. МКПП              | 6-скор. DCT                |
| Масса                      | 1448 кг                   | 1485 кг                    |
| Максимальная скорость      | 160 км/ч                  | 185 км/ч                   |
| Разгон до 100 км/ч         | 15,3 сек.                 | 11,1 сек.                  |
| Расход топлива (л/100 км)  | 7,3 л                     | 7,3 л                      |
| Объём бака                 | 45 л                      | 45 л                       |
| Экологический класс        | Euro 6                    | Euro 6                     |